# Le Meilleur des mondes
Brave New World
Pour les articles homonymes, voir Le Meilleur des mondes (homonymie) et Brave New World.
Le Meilleur des mondes (titre original : Brave New World) est un roman d'anticipation dystopique, écrit en 1931 par Aldous Huxley. Il paraît en 1932. Huxley le rédige en quatre mois, à Sanary-sur-Mer, dans le sud de la France. Vingt-cinq ans plus tard, Huxley publie un essai consacré à ce livre, Retour au meilleur des mondes, insistant notamment sur les évolutions du monde réel qu'il perçoit comme allant dangereusement vers celui décrit dans son ouvrage.
Le roman figure à la 5e place dans la liste des cent meilleurs romans de langue anglaise du XXe siècle établie par la Modern Library en 1998. Il a été adapté à la télévision en 1980, 1998 et en 2020.

## Titre

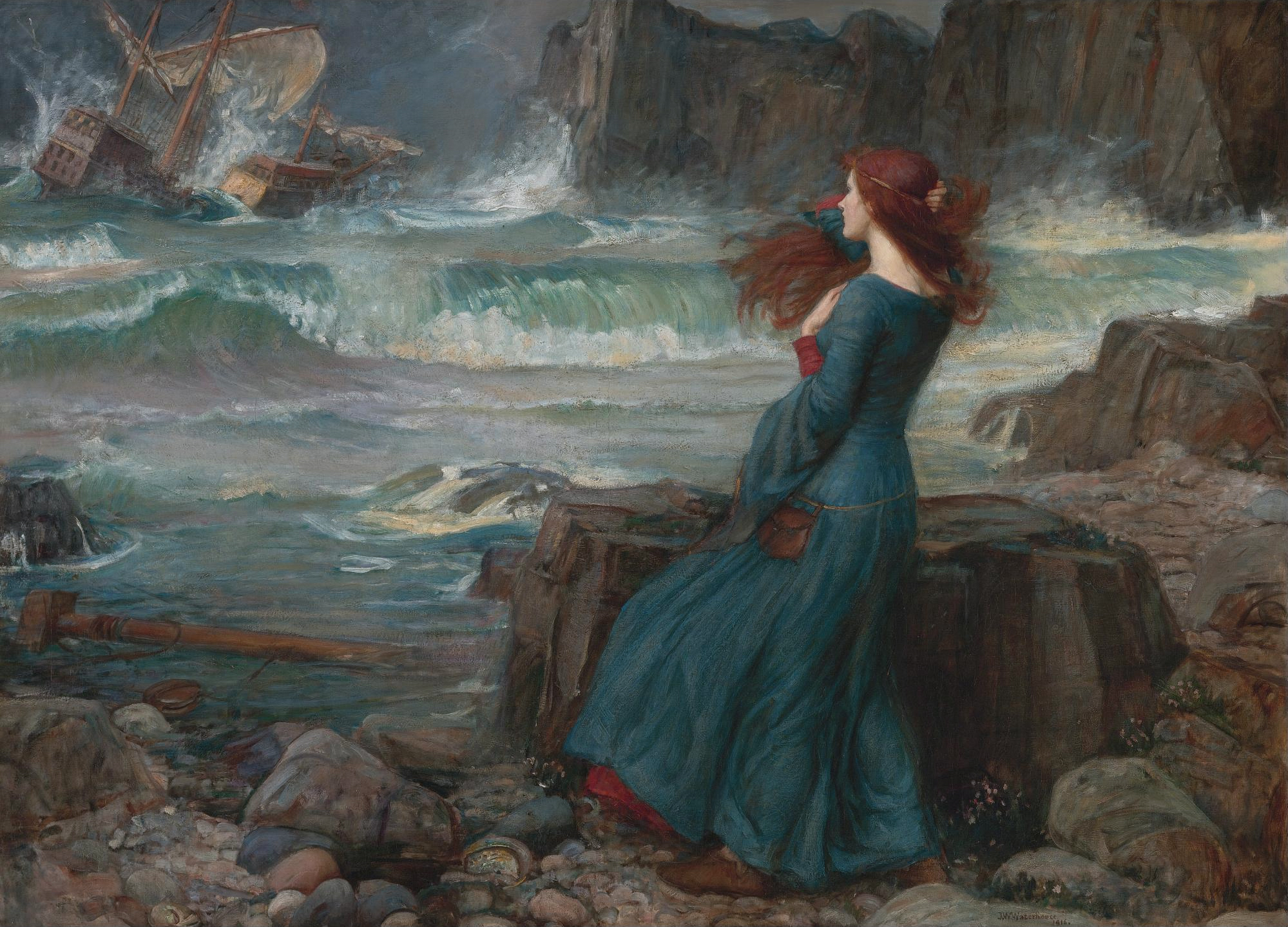
Le personnage de Miranda dans « La Tempête » par John William Waterhouse.

Le titre original du roman, Brave New World, provient de La Tempête, pièce de théâtre en cinq actes de William Shakespeare, acte 5 scène 1, texte prononcé par le personnage de Miranda : « Oh, wonder! How many goodly creatures are there here! How beauteous mankind is! O brave new world, that has such people in ‘t! »
Le personnage de John, le « Sauvage », reprend souvent cette phrase dans le roman (chap. 8, 11, 15). Dans la pièce de Shakespeare, la phrase est ironique et la traduction française de Jules Castier reprend la même ironie, mais en référence à la littérature française avec la phrase prononcée par Maître Pangloss dans le Candide de Voltaire : « Tous les événements sont enchaînés dans le meilleur des mondes possibles ». Voltaire ayant lui-même puisé l'expression  « le meilleur des mondes possibles » dans les « Essais de Théodicée » de Leibniz, chez qui elle n'a rien d'ironique.

## Contexte historique

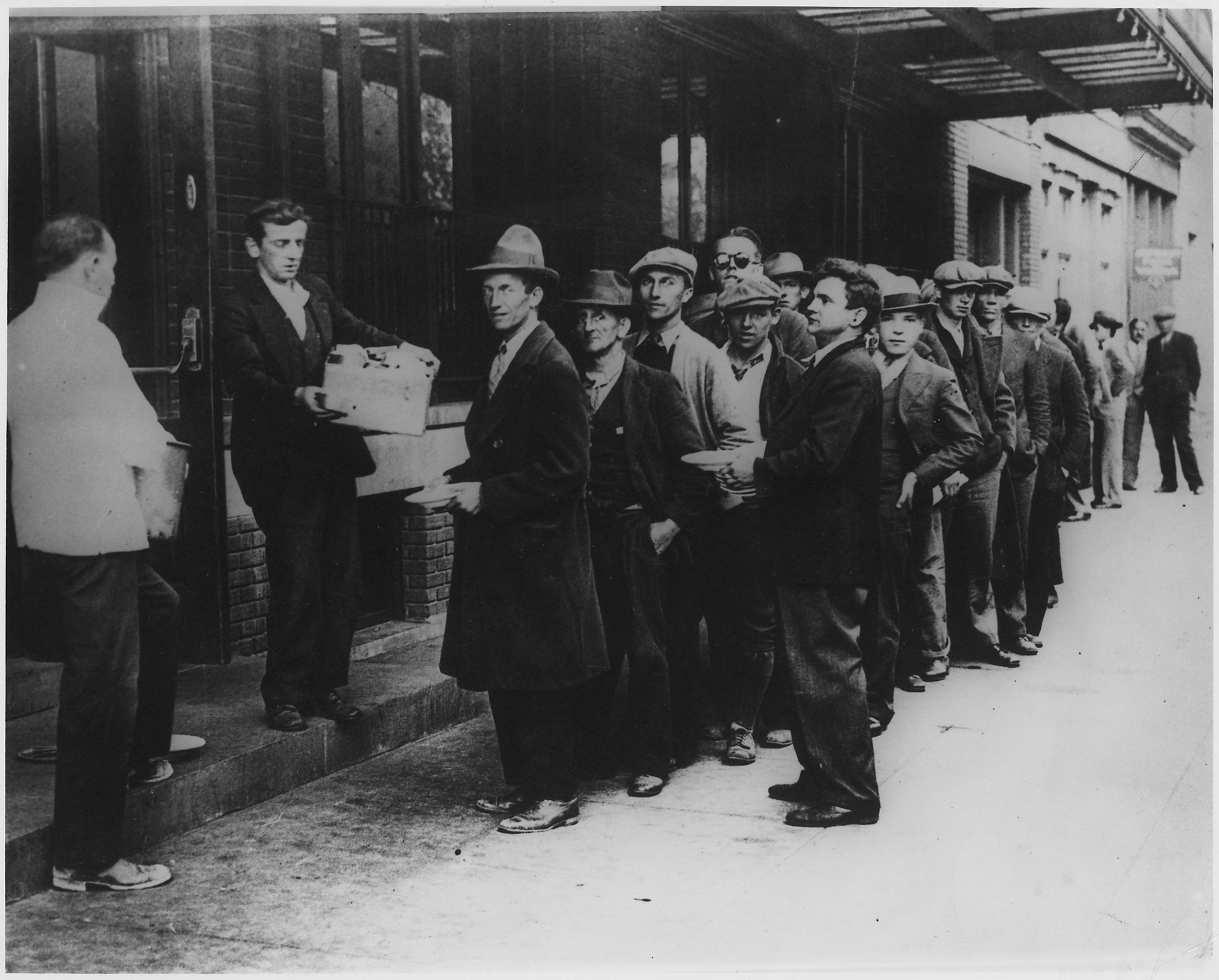
Le roman fut écrit et publié durant la période de la Grande Dépression
(photo : file de personnes attendant d'être nourries à New York en février 1932).

Ce roman, écrit en 1931, a été publié en 1932. Il est donc postérieur au krach boursier de 1929 qui marque le début de la plus grande crise économique du XXe siècle connue sous le nom de Grande Dépression qui suivit la puissante expansion des années 1920, également connue sous le nom des Roaring Twenties.
Cet événement financier et économique entraîna la faillite de nombreuses entreprises, tout d'abord sur le continent américain, puis en Europe et dans le monde entier. Il fut la cause directe de la montée du chômage, d'un appauvrissement d'un grand nombre de citoyens entrainant une crise politique et la montée des nationalismes puis des pouvoirs dictatoriaux, notamment dans de nombreux pays en Europe.
Ce roman précède dans le temps d'autres romans dystopiques de même nature tels que Ravage de René Barjavel (publié en 1943), 1984 de George Orwell (publié en 1949) et Fahrenheit 451 de Ray Bradbury (publié en 1953) mais est postérieur aux deux romans de Herbert George Wells, La Machine à explorer le temps (publié en 1895) et Quand le dormeur s'éveillera, publié en 1899, ainsi qu’au roman Nous autres d'Evgueni Zamiatine (1920).

## Argument
Le roman est découpé en dix-huit chapitres.
Le récit évoque une société futuriste et eugéniste, très hiérarchisée, divisée en différentes castes dont les individus, conçus artificiellement, sont conditionnés biologiquement et psychologiquement afin de garantir la stabilité et la continuité du système. Au cours du récit le lecteur découvre un grand nombre de personnages dont notamment Bernard Marx, individu appartenant à la caste supérieure de cette société et John, un « sauvage », car indépendant, né d'une femme et vivant en dehors de ce système social imposé à une très grande majorité d'êtres humains.

## Résumé

### Présentation duMeilleur des Mondes
Chapitres 1 à 6.
L'histoire débute à Londres, en l’« an 632 de Notre Ford », dans un bâtiment gris nommé « Centre d'incubation et de conditionnement de Londres-Central ». Dans le monde décrit par l'auteur, l'immense majorité des êtres humains vit au sein de l'État mondial — seul un nombre limité de « sauvages » vit dans des réserves. L'enseignement de l'Histoire est jugé parfaitement inutile dans ce monde, on apprend que les sociétés anciennes ont été détruites par un conflit généralisé connu sous le nom de « Guerre de Neuf Ans ». C'est l'unique garde-fou motivé par tous les aspects de l'individualisme ou de la culture, ardemment combattus par la société.

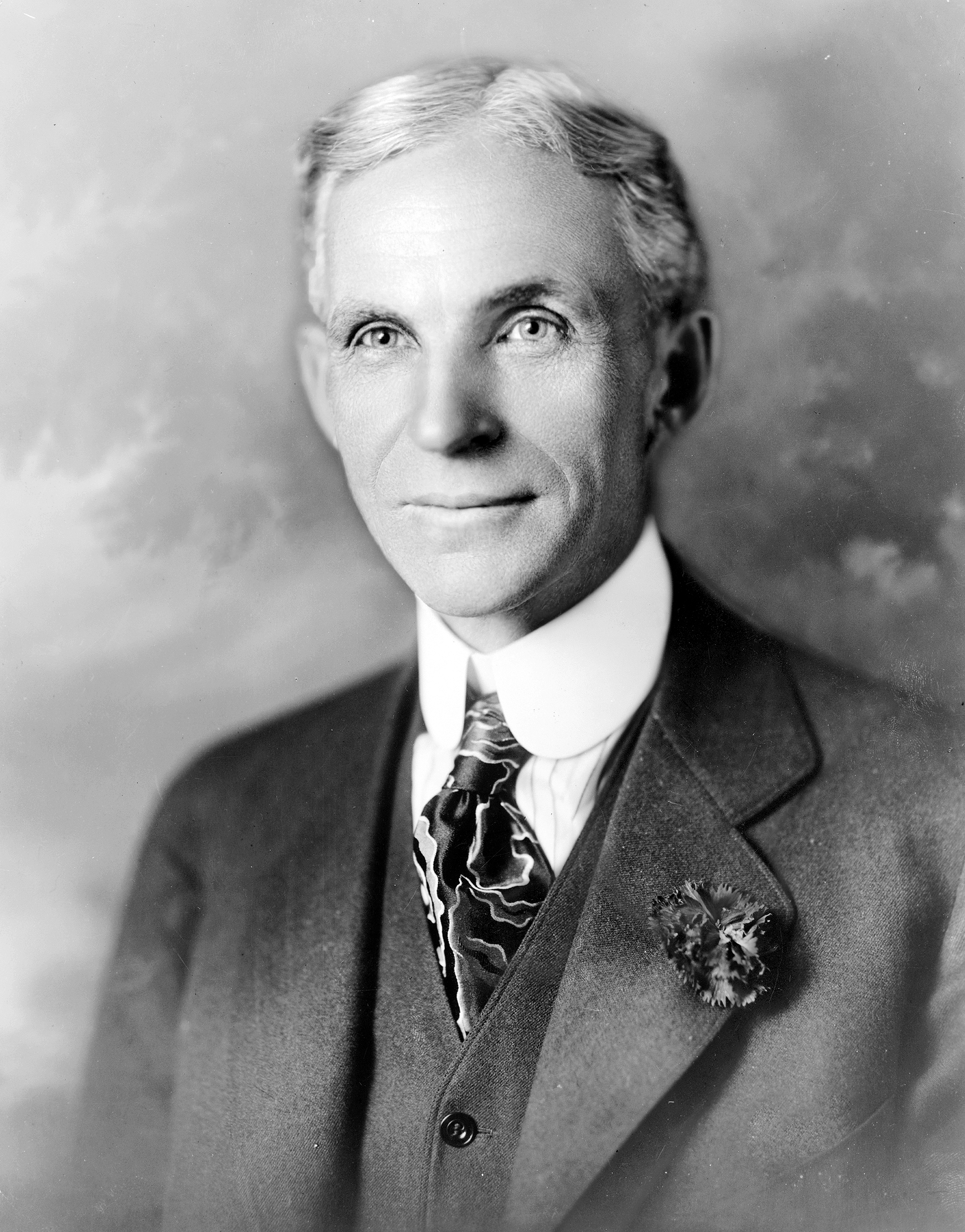
Dans le roman, l'industriel Henry Ford est l'objet d'un culte religieux obligatoire.

La religion a subi une mutation radicale : les cultes chrétiens, jugés trop empreints de passion, ont été bannis et les croix latines coupées au sommet pour former des T majuscules car, désormais, l'être suprême est… Henry Ford (Divinisé en Notre Ford — jeu de mots sur Our Lord, « Notre Seigneur » en anglais). Les T majuscules sont là pour rappeler que le calendrier grégorien a disparu et que l'an zéro du nouveau calendrier est celui du lancement en grande série de la Ford Modèle T. Cela va jusqu'à l'interjection Dieu du Ciel !, remplacée par Ford du Tacot !
Le culte et la messe sont réduits à une célébration consensuelle où les fidèles sont sous l'emprise du soma (la drogue du bonheur quasi obligatoire dans le Meilleur des Mondes). Un chanteur communautaire (ou Chantre) préside aux cérémonies où les assistants reprennent en chœur des rengaines populaires et des chants au contenu unanimiste et creux.
Dans cette société, la reproduction sexuée telle qu'on la conçoit de nos jours a totalement disparu ; les êtres humains sont tous créés en laboratoire, les fœtus y évoluent dans des flacons et sont conditionnés durant leur enfance. Les traitements que subissent les embryons au cours de leur développement déterminent leurs futurs goûts, aptitudes, comportements, en accord avec leur future position dans la hiérarchie sociale. Ainsi, les embryons des castes inférieures reçoivent une dose d'alcool qui entrave leur développement, les réduisant à la taille d'avortons, et sont traumatisés par tout ce qui concerne la nature ou les livres. Cette technique permet de résoudre les problèmes liés au marché du travail en produisant un nombre précis de personnes pour chaque fonction de la société, nombre déterminé par le service de prédestination.
Les membres des castes inférieures (Delta et Epsilon) sont produits en série (comme les Ford T) par un procédé de division cellulaire au stade qui suit la fécondation in vitro d'un ovule (le procédé Bokanovsky), ainsi un atelier d'usine « taylorisée » peut être équipé de machines identiques conduites par vingt-quatre, quarante-huit ou quatre-vingt-seize ouvriers jumeaux absolument identiques (on parlerait actuellement de clones).
Les enfants reçoivent un enseignement hypnopédique qui les conditionne durant leur sommeil, créant une morale commune profondément ancrée dans le subconscient de chacun. Les castes supérieures apprennent ainsi à mépriser les castes inférieures tout en reconnaissant leur nécessité. Plus précisément, la société est séparée en cinq castes :
- les castes supérieures :
  - les Alpha en constituent l'élite dirigeante. Ils sont programmés pour être grands, beaux et intelligents. Ils sont vêtus de gris,
  - les Bêta forment une caste de travailleurs intelligents, conçus pour occuper des fonctions assez importantes ;
- les castes inférieures :
  - les Gamma constituent la classe moyenne voire populaire. Ils sont vêtus de vert,
  - les Delta (vêtus de kaki) et les Epsilon (vêtus de noir) forment enfin les castes les plus basses ; ils sont faits pour occuper les fonctions manuelles assez simples. Ils sont programmés pour être petits et laids.

Chacune de ces castes est divisée en deux sous-castes : Plus et Moins. Chacun, en raison de son conditionnement, estime être dans une position idéale dans la société, de sorte que nul n'envie une caste autre que la sienne, ce qui contribue à l'objectif ultime de tout le système social : la stabilité.
Cette société rend tabou le sujet de la viviparité : les allusions à la maternité, à la famille ou encore au mariage font rougir de honte aussi bien les jeunes que les adultes. La sexualité y apparaît comme un simple loisir : chaque individu possède simultanément plusieurs partenaires sexuels (entre deux et six par semaine) et la durée de chaque relation est extrêmement limitée (quelques semaines seulement). Les femmes utilisent de nombreuses techniques de contraception, appelées « exercices malthusiens », afin de contourner tout risque de reproduction qui échapperait au conditionnement réglementaire.
Chacun des membres de la société est conditionné pour être un bon consommateur et est obligé de participer à la vie sociale. La solitude est une attitude suspecte.
Dans l'État mondial, chacun utilise du « soma », substance apparemment sans danger qui peut, à forte dose, plonger dans un sommeil paradisiaque. Le soma n'a aucun des inconvénients des drogues connues au XXe siècle. Il se consomme sous forme de comprimés distribués au travail en fin de journée. Cette substance est le secret de la cohésion de cette société : grâce à elle, chaque élément de la société est heureux et ne revendique rien. Les individus de toutes les castes se satisfont de leur statut par le double usage du conditionnement hypnopédique et du soma.
Les humains qui ne vivent pas dans l'État mondial sont parqués dans des « réserves à sauvages » délimitées par de hautes barrières électrifiées. Elles ont été créées par l'État mondial à cause des conditions climatiques et géologiques peu favorables : il s'agit de régions qu'« il n'a pas valu la peine ni la dépense de civiliser ». Ces sauvages perpétuent la reproduction vivipare et ont un mode de vie primitif.
La première partie du roman décrit la vie dans l'État mondial et les personnalités de deux des personnages principaux, Bernard Marx et Lenina Crowne. Lenina est une jeune femme Bêta particulièrement belle, tandis que Bernard est une sorte de paria : même s'il est un Alpha, il est aussi petit qu'un Gamma. En outre, Bernard se trouve être un élément subversif de la société ; il déteste le soma, il préfère « être lui-même et triste plutôt qu'une autre personne faussement heureuse ». Il aime également la mer, les étoiles, la randonnée alors que les êtres humains ont été conditionnés à détester la nature. Bernard remet encore en cause les mœurs répandues dans l'État mondial, la façon dont sont considérées les femmes, et en particulier Lenina : « comme de la viande ». Cette conduite étrange a fait naître une légende à son sujet : on aurait versé par erreur de l'alcool dans son « pseudo-sang » alors qu'il était encore un embryon (traitement normalement réservé aux castes inférieures).
On fait également la connaissance d'Helmholtz Watson, maître de conférences au Collège des Ingénieurs en Émotion (Section des Écrits) et meilleur ami de Bernard. Il est assez similaire à Bernard sur le plan intellectuel, mais son physique agréable, conforme à la norme des Alphas, n'en fait pas un paria. Helmholtz lui aussi s'interroge et trouve que quelque chose manque à cette société, aussi formidable soit-elle : une personne héroïque suscitant l'admiration.

### La réserve et les sauvages
Chapitres 7 à 9.

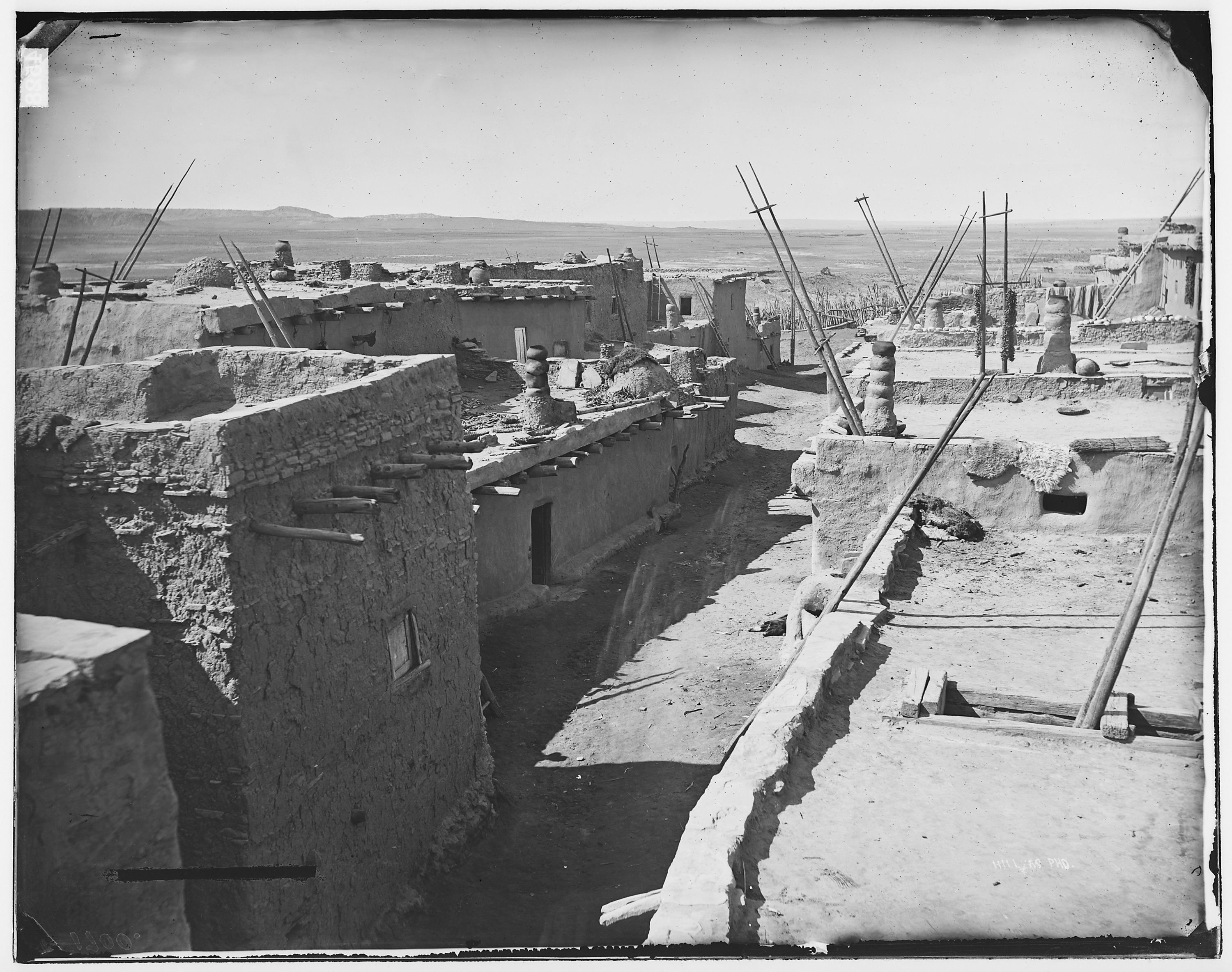
Réserve indienne Zuni Pueblo au Nouveau Mexique.

Dans ces chapitres, Bernard obtient un permis de visite pour lui-même et pour Lenina à destination d'une réserve à sauvages, au Nouveau-Mexique. Il présente ce voyage à Lenina comme un rendez-vous galant. Juste avant de partir, au moment où il veut faire valider son laissez-passer par son supérieur hiérarchique, le directeur du Centre d'Incubation et de Conditionnement, celui-ci se met à lui raconter comment lui-même était allé dans cette réserve avec une amie quand il était jeune. Elle s'était perdue pendant une randonnée et ne fut jamais retrouvée.
À la réserve à sauvages, Bernard et Lenina sont présentés à la société de Malpais qui a été largement oubliée par l'État mondial. Les habitants de la réserve vivent en société primitive tribale, forment des couples à vie, se reproduisent naturellement, survivent dans un univers non stérile, ce qui horrifie Lenina et fascine Bernard.
Le couple rencontre par hasard Linda, l'amie du directeur perdue dans la Réserve et dont elle était enceinte sans le savoir. Avoir un enfant l'a empêchée de se signaler pour revenir dans la société industrielle. La plupart des résidents de la réserve sont illettrés, animistes et n'ont pas reçu d'éducation moderne. Son fils John, plus tard appelé le Sauvage, a été éduqué par sa mère, mais il a été exclu de l'initiation religieuse des jeunes gens de la tribu et il en souffre. Il a découvert Shakespeare dans un vieux livre, sa seule lecture avec le manuel de technicien avec lequel sa mère lui a appris à lire.
John est fasciné par Bernard et Lenina et il souhaite voir le monde d'où vient sa mère. Imaginant le pouvoir de nuisance qu'il aurait sur son chef, Bernard utilise aussitôt ses relations et sa connaissance hiérarchique du système. Il parvient à obtenir l'autorisation de rapatrier Linda et John à Londres avec lui.

### Le sauvage visite l'État mondial
Chapitres 10 à 18.
Le choc culturel est énorme lorsque John le « Sauvage » est propulsé dans la société de ce « nouveau monde merveilleux » (Brave New World, titre du livre en anglais) comme il l'appelle au début.
Pendant ce temps, le directeur du Centre d'Incubation et de Conditionnement dénonce l'attitude subversive de Bernard devant tous les travailleurs des hautes classes du Centre. Après que le directeur a fini sa tirade, Bernard contre-attaque en présentant son propre fils, John, ainsi que Linda, sa mère, devant tous les membres du Centre. C'est l'humiliation la plus totale : avoir un enfant, de surcroît né de manière vivipare, dans le corps d'une mère. Le directeur perd ses moyens en public en ignorant John et Linda et s'enfuit. Peu après, on apprend que le directeur a choisi de démissionner.
Le retour du Sauvage à la société est un événement médiatique dont Bernard se sert pour sa propre ascension mondaine. Il organise régulièrement des soirées auxquelles il invite de nombreuses personnalités de la classe supérieure à voir le Sauvage. Bernard devient célèbre et envié ; la rumeur d'alcool dans son « pseudo-sang » est oubliée. Bernard invite à l'une de ces soirées une personne de premier plan, l'Archichantre de Canterbury. John, lassé d'être exhibé, refuse de s'y présenter. L'Archichantre, outré d'avoir été dérangé pour rien, décide de quitter la soirée suivi par les autres invités, ce qui provoque la déchéance sociale de Bernard qui s'aperçoit de la vacuité de ses ambitions mondaines.
Bernard présente John à son ami Helmholtz Watson, qu'il avait délaissé depuis sa récente et fragile célébrité. Les deux deviennent vite amis en se découvrant des réflexions communes. Ils se fréquentent souvent pour discuter littérature, plus spécialement de Shakespeare dont Watson est ignorant et dont John connaît les œuvres par cœur en les interprétant au sens littéral.
Lenina, sensible à la personnalité de John, s'aperçoit qu'elle en est tombée amoureuse et aimerait bien avoir une relation avec lui. John, façonné par la lecture romantique de Shakespeare et son éducation monogame tribale, est incapable de dialoguer avec Lenina. Il en est amoureux, mais la facilité sexuelle de cette société polygame lui fait voir Lenina comme une courtisane délurée. Lassée d'attendre les avances de John, Lenina décide un jour de provoquer leur relation et se rend chez lui. Surpris et content, celui-ci cherche à lui déclarer son amour et ses tourments en des termes que ne comprend pas Lenina, mais elle finit par obtenir une déclaration intelligible pour elle. Conformément à son conditionnement, elle se prépare sur-le-champ à exalter vigoureusement ses pulsions sexuelles et celles de John en se déshabillant puis en se jetant sur lui. John, horrifié par l’attitude de Lenina, la repousse violemment. Leur soirée est heureusement interrompue par un appel téléphonique d'un hôpital qui annonce à John la mort prochaine de sa mère.
Depuis son retour à la civilisation, Linda s'est réfugiée dans de fortes doses de soma qui lui font oublier sa déchéance physique et sa désocialisation provoquées par vingt ans de vie primitive. Usée, elle est mourante et John la rejoint in extremis à l'hôpital. Quand Linda meurt, il pleure sa disparition, ce qui suscite l'incompréhension de l'entourage puisque toute la société est conditionnée pour être insensible à la mort. Devant leur absence de réactions  face à son malheur, John s'énerve puis devient violent envers les enfants Deltas qui jouent parmi les mourants. En quittant le chevet de Linda, il assiste à la distribution quotidienne de soma à l'équipe de jour des employés Deltas de l'hôpital. Il décide de les libérer de leur dépendance volontaire en les dissuadant de prendre leur ration, qu'un Alpha leur apporte. Rejoint par Helmholtz Watson et Bernard Marx qui le recherchaient après sa disparition soudaine vers l'hôpital, il jette l'ensemble des rations par la fenêtre avec l'aide de Watson. Loin de comprendre le concept de liberté et de drogue contribuant à leur asservissement, les Deltas se révoltent contre John et Watson. La police est appelée au secours par les responsables de l'hôpital. Rapide, efficace, équipée de masques à gaz, elle intervient en vaporisant du soma et un magnétophone diffusant des paroles d’apaisement. Les Deltas rapidement calmés, Helmholtz, Bernard et John sont arrêtés.
Bernard, Helmholtz et John se retrouvent devant Mustafa Menier, l'Administrateur Mondial résidant en Europe occidentale. Celui-ci est d'un niveau intellectuel très supérieur et leur dévoile sa connaissance parfaite des mécanismes de contrôle social, autant que sa culture historique et littéraire dont il discute avec John. Il partage leurs réflexions et reconnaît leur originalité. Alors que Bernard et Helmholtz craignaient l'exil dans des îles isolées, l'Administrateur leur révèle que ces îles sont des havres où l'on regroupe les individus hérétiques dans leur genre. Il s'agit d'une récompense plus que d'une punition, puisqu'ils peuvent y rencontrer d'autres gens comme eux. Helmholtz pourra y assouvir son désir d'écrivain iconoclaste et Bernard y vivre en paix. Bernard est envoyé en Islande et Helmholtz choisit les Îles Malouines. En revanche, Mustafa Menier impose à John de rester sur place, à titre de sujet d'expérience.
Dans le chapitre final, John tente de s'isoler de la société en se réfugiant dans un phare de navigation aérienne désaffecté à la périphérie de Londres ; cependant, il est dans l'impossibilité d'y vivre sans convoiter Lenina et il se punit systématiquement, physiquement et mentalement pour de telles pensées. Sa propre flagellation lui vaut la curiosité des médias et des badauds. Il est harcelé par de nombreux visiteurs, intrigués par sa conduite inhabituelle. À la fin du roman, John attaque Lenina alors que celle-ci se joint aux curieux. Le matin, effrayé par ce qu'il a fait et dégoûté de lui-même, il se pend dans la cage d'escalier du phare.

## Personnages
De nombreux personnages portent le nom de personnages historiques réels, connus pour leurs idées politiques , :
- Lenina Crowne : Lénine ;
- Bernard Marx : Claude Bernard et Karl Marx ;
- Notre Ford, ou Notre Freud : Henry Ford et Sigmund Freud ;
- Helmholtz Watson : Hermann von Helmholtz et John Watson ;
- Polly Trotsky : Léon Trotsky ;
- Herbert Bakounine : George Herbert et Mikhaïl Bakounine ;
- Sarojini Engels : Sarojini Naidu et Friedrich Engels ;
- Darwin Bonaparte : Charles Darwin et Napoléon Bonaparte ;
- Benito Hoover : Benito Mussolini et Herbert Hoover ;
- Mustafa Menier (« Mond » dans la version originale) : Mustafa Kemal Atatürk et Émile-Justin Menier ;
- Calvin « Silent Cal » Stopes : Jean Calvin, John Calvin Coolidge (surnommé Silent cal)[13] et Marie Stopes ;
- Morgana Rothschild : R. Nathan Meyer Rothschild[14] ;
- Joanna Diesel : Joanan[15] et Rudolf Diesel ;
- Fifi Bradlaugh : Mademoiselle Fifi et Charles Bradlaugh ;
- George Edzel : Henry George et Edsel Bryant Ford ;
- Tom Kawaguchi : Saint Thomas et Ekai Kawaguchi ;
- Clara Deterding : Clara Barton ou Clara Bryant Ford (femme d'Henry et mère d'Edzel), et Henri Deterding ;
- Jim Bokanovsky, Bokanovsky Jones et le procédé Bokanovsky : Maurice Bokanowski ;

On peut aussi ajouter John le « Sauvage » (« John Savage »), comme une représentation du christianisme[réf. nécessaire]. Le fait qu'il soit appelé « le Sauvage » renforce l'idée qu'il est très différent de cette civilisation industrialisée et éloignée de la Nature. Ainsi, l'opposition entre les noms de personnages historiques et un sauvage, allégorie du christianisme[réf. nécessaire], correspond à celle entre la nature et le monde moderne.
Les personnages du roman sont répartis en différentes castes : les Alphas, les Bêtas, les Gammas, les Deltas et les Epsilons. Chacune d'elles est divisée en deux sous-castes, les Plus et les Moins.

### Bernard Marx: Alpha plus
Bernard Marx est petit et fluet et son apparence est en décalage avec le physique de la caste des Alphas. Il a l'apparence d'un Gamma, ce qui nuit à son bien-être social. La rumeur prétend que lors de sa conception — en éprouvette, comme tout humain — une erreur aurait causé l'injection d'alcool dans son pseudo-sang, traitement réservé aux fœtus des classes inférieures, ce qui justifierait son physique dégradé.
De ce décalage physique est née une exclusion de la part des autres : il est d’abord connu comme un être asocial, ayant des mœurs différentes. Ce décalage physique aurait pu être estompé par son conditionnement, mais il y manifeste une résistance, précisément du fait de ces différences qui l'isolent et l'empêchent d'adopter mécaniquement la vision commune.
Bernard souffre de sa laideur relative et de son inadaptation. Il éprouve par là-même une conscience de son « moi », de son individualité, que les autres individus n’ont pas : pour cela (la conscience de son « moi »), il sera « envoyé sur une île » (déporté) vers la fin de l'histoire.
Au début du roman, Bernard est détaché de son milieu et lui trouve des défauts, comme la pauvreté des relations et des libertés. Il est malheureux. Quand il ramène John, qui devient une vedette, les autres s’intéressent à lui, alors il change de comportement et devient comme les autres, se laissant flatter par la renommée. Un jour, John refuse de sortir pour se présenter à une soirée préparée en son honneur, Bernard perd alors soudainement sa ridicule gloire, redevient comme avant et renoue avec ses anciennes amitiés. À la fin du roman, après une phase de faiblesse assez pitoyable où il fuit l’engagement moral, il retrouve son identité individuelle avec détermination.
Bernard est l’exemple même des failles de cette société, il est l’inadaptation, l’erreur, prétendument due à un mauvais dosage lors de son ectogenèse. Le fait qu’il se comporte normalement quand il devient connu prouve que sa déviance n’est due qu'à sa mauvaise intégration à la société.

### Lenina Crowne: Bêta plus
Lenina Crowne est très belle et a beaucoup de charme. Son conditionnement est parfaitement réussi, elle ne remet pas en cause les lois de cette société et se montre outrée quand elles ne sont pas appliquées, par exemple quand John lui explique le mariage. Cependant, elle a des tendances relationnelles hors normes : elle est restée longtemps avec Henry Foster, sans avoir d’autres amants et son attirance pour Bernard Marx ne s’est pas faite avec les critères de sa société. Elle est avec lui parce qu’il est petit et dénigré, elle a envie de le « cajoler » et est intriguée par sa différence tout en ne la comprenant pas.
Elle est attirée dans le roman par trois personnes : Henry, Bernard, puis John, ayant à chaque fois une relation anormale. Cependant, son conditionnement est trop poussé pour qu’elle puisse sortir des limites imposées par la société. Elle est souvent tentée de ne pas obéir aux lois de ce monde, par amour, considéré dans ce livre comme un instinct malsain.
Lenina est considérée comme une partenaire conforme aux vœux de la société pour l'exercice de la promiscuité sexuelle (qui est une obligation de l'État mondial). Elle est très « pneumatique ». L'emploi de ce mot est un jeu de mots élaboré de l'auteur, car la kabbale et la gnose qualifient de « pneumatique » les individus ayant une âme en contact avec la source divine : l'idée qui vient derrière ce mot est que l'érotisme est une pratique mystique qui fusionne l'individu avec le « Grand Tout » (tantrisme). Mais le terme pneumatique fait aussi penser au caoutchouc des pneus d'une Ford T, ainsi les filles pneumatiques sont aussi des poupées gonflables améliorées.

### Helmholtz Watson: Alpha plus
Beau et sportif, Helmholtz Watson excelle sur tous les plans, y compris l'humilité et la compassion. Il a tous les critères physiques d’un Alpha-Plus et une intelligence supérieure à sa caste, pourtant la plus élevée. Il incarne la réussite, alors qu'il ne se plaît pas dans ce monde. Si le conditionnement de Bernard est bancal du fait d'une insuffisance physique, celui de Helmholtz l’est par excès d'intelligence. Il apprécie peu les valeurs de ce monde, qu'il trouve insipides et a l’impression d’être sous-employé.
Helmoltz au début de l’histoire a une impression de vide dans son travail, sans savoir quoi. À la fin, il aide John dans sa bagarre contre l'asservissement au soma, peut-être juste pour l’aider ou peut-être a-t-il pris parti pour le message de ce dernier. Dans le bureau de Mustapha Menier, organisateur clef de la société, il critique son travail et sait quoi critiquer : le manque de sentiments profonds dans cette société. Grâce à cela, il sera exilé sur une île comme Bernard Marx, parmi ses semblables.
Il représente une facette de l’inadaptation, mais aussi quelque chose de nouveau : l'adaptation parfaite et la conscience de son individualité, incompatible avec ce monde.

### Linda: Bêta moins
Linda était belle et attirante. En la coupant de son milieu protégé et efficace, ses deux accidents que sont la chute en promenade dans la réserve et sa maternité l'ont jetée dans une nature primitive et sauvage qui la dépasse. Isolée, en état de survie, elle devient alcoolique et vieillit prématurément à 44 ans. Contrairement aux membres de sa société, elle n'a pas bénéficié d'un environnement sain et des traitements médicaux qui sont les côtés positifs de l'asservissement de masse.
Elle a été parfaitement conditionnée et n’a pas pu adapter sa manière de vivre chez les Indiens, ce qui en a fait une exclue. Il n'y a aucune évolution psychologique de sa part ; en rentrant à Londres, elle fait ce que tout Bêta bien conditionné aurait fait : elle se drogue au soma pour le restant de ses jours. Malgré son conditionnement et la honte qu’elle éprouve d’avoir eu un fils, elle lui apprend à lire, lui chante des chansons et lui raconte des histoires. Elle l’aime de manière ambiguë, bien qu'elle refuse qu'il l'appelle « maman ».

### John, le «Sauvage»
Il a environ vingt ans ; c'est un jeune homme aux cheveux tressés de couleur paille et aux yeux bleu pale. Il est né de façon naturelle, impossible et réprimée dans la société moderne, de l'union d'un directeur de centre (un Alpha) et de Linda (une Bêta). Il possède des qualités physiques et intellectuelles élevées.
Il a été éduqué dans un village indien et n'a donc pas subi le conditionnement de la société utopique du Meilleur des mondes, mais celui de sa culture d'adoption, qui a aussi ses contraintes. Par exemple, Huxley nous décrit son désespoir quand une jeune femme qui lui plaît se marie avec un autre. Il a des préjugés favorables sur Londres et peut juger cette société d’un œil différent. Contrairement aux habitants industrialisés qui ont aboli la littérature historique, il connaît les œuvres de Shakespeare qu'il comprend de manière littérale faute d'éducation plus étendue. Il manifeste des sentiments ainsi que certaines valeurs morales comme la chasteté ou la fidélité relationnelle, opposées avec les valeurs sociétales.
Idéalisant d'abord Londres, il découvre vite l’aliénation collective de ce monde. Son idée de Londres évolue au fur et à mesure qu'il en découvre toute la réalité.
Il est aussi attiré par Lenina, qui voulait avoir des relations sexuelles avec lui, sans affect, comme tout individu et selon les règles de cette société : « tout le monde appartient à tout le monde ». Soumis à ses émotions, il réagit d'instinct par la violence et en la traitant de « courtisane impudente » (en référence à Othello, acte 4, scène 2), termes qu'il emploie à chaque fois qu'il pense à elle. Le sauvage, qui n’a pas subi d'enseignement hypnopédique modelant l’esprit, se rend compte de la pauvreté des relations humaines de ce monde. La découverte du soma, qui plonge son utilisateur dans un bien-être conditionné, renforce son constat : goût de la facilité, pas d'initiative ou de pensée propre, aucune interrogation en ce qui concerne leur monde et l'idée du bonheur sans contrainte.
Il symbolise le point de vue du lecteur de 1931, celui de ses principes (liberté, passions, etc.), en opposition à ce monde normé et lisse.
John est idéaliste et empreint d'idées inspirées par sa double culture : indo-américaine et shakespearienne. Il a une très forte conscience du tragique de la vie, faite d'épreuves à surmonter, qui le dégoûte très vite de la vie facile et quasi-inconsciente des hommes modernes citadins. Il croit en l'amour, en Dieu, ressent la tristesse du décès de sa mère. Sa capacité à ressentir est supérieure aux émotions atrophiées des Londoniens engourdis de soma, grands enfants émotionnels. Il méprise l'abondance qu'il n'a jamais connue. Il est un homme de l'ancien temps : chasteté, contrôle de soi et violence (il fouette Lenina parce que celle-ci lui explique son désir), mais traduit aussi une réalité d'actualité en 1932 lors de la publication du livre : « Une femme n'est pas censée exprimer directement son désir, et si elle n'est pas vierge, alors sa moralité est douteuse (« impudent strumpet »). »
Il est le seul être non-conditionné, normal aux yeux du lecteur car il ne consomme pas de soma, il a lu un livre ancien, il est né naturellement, etc. C'est le contraire des gens de la société fordiste. Son surnom de M. Sauvage amène à s'interroger sur la définition de la civilisation. John est-il vraiment le sauvage de cette histoire ?

### Mustafa Menier: Alpha plus et administrateur mondial
Cet Alpha est l’un des dix administrateurs mondiaux : les hommes les plus importants de la société. Il est l’administrateur mondial de l’Europe occidentale, une des dix zones de l'État mondial. Au début du roman, il donne l’impression d’être convaincu par le système, même s'il montre une grande connaissance des sociétés antérieures. Cependant, au fil du texte, le lecteur apprend qu’il n’est pas convaincu, mais plutôt réaliste. En effet, il évoque la stabilité apportée par les techniques de conditionnement en opposition avec la liberté trop permissive des sociétés anciennes. Il envoie par amitié Watson et Marx sur une île, repaire des érudits de ce système où ils seront finalement plus libres qu'avant.

## Traductions
Le roman a été traduit en français par Jules Castier, poète français qui a également traduit des œuvres de Rudyard Kipling et d'Oscar Wilde. Jules Castier a traduit la plupart des autres romans d'Aldous Huxley dont Les Portes de la perception et La Philosophie éternelle.
En novembre 2023, le texte est réédité aux éditions Plon avec une nouvelle traduction de Josée Kamoun. Elle y explique en postface du roman la nécessité d'une nouvelle traduction et son processus de réflexion[réf. nécessaire].

## Réception, critiques et distinctions

### Réception
La réception critique du livre n'est pas très positive dans le milieu littéraire qui considère le contexte du récit comme trop alarmiste, notamment par l'écrivain Herbert George Wells, célèbre auteur de La Guerre des Mondes, souvent considéré comme le père de la science-fiction. Le poète et romancier Leonard Alfred George Strong, directeur des éditeurs Methuen Ltd, est également assez critique.

### Critiques ultérieures
Dans son Anthologie des dystopies, l’écrivain français Jean-Pierre Andrevon distingue quatre romans originels de ce type de littérature : Le Talon de fer (1908) de l'auteur américain Jack London, Nous autres (1920) de l'écrivain russe Ievgueni Zamiatine, Le Meilleur des mondes (1931), et 1984 (1949) de George Orwell, conférant à ce dernier roman une portée d'ordre philosophique ayant influencé toute une génération.

### Polémique et censure
L'American Library Association place Le Meilleur des mondes à la 36e place (2000-2009) dans le classement des livres les plus fréquemment contestés aux États-Unis. La liste suivante comprend certains incidents dans lesquels il a été censuré, interdit ou contesté :
- En 1932, le livre a été interdit en république d'Irlande, car considéré comme antifamille et antireligion[20],[21].
- De 1932 à 1937, le livre a été interdit en Australie et toutes les copies ont été brûlées[22].
- En 1965, un professeur d'anglais du Maryland a affirmé qu'il avait été renvoyé pour avoir demandé à ses étudiants de lire Le Meilleur des mondes. L'enseignant a intenté une action en justice pour violation des droits du premier amendement, mais a perdu son procès et l'appel[23].
- En 1967, le livre a été interdit en Inde, Aldous Huxley étant accusé d'être un « pornographe »[24].
- En 1980, il a été retiré des salles de classe à Miller, Missouri à cause des mœurs sexuelles libres qu'il décrit[25].

### Distinctions
Ce roman a été classé parmi les chefs-d'œuvre de la science-fiction dans les ouvrages de références suivants :
- Annick Beguin, Les 100 principaux titres de la science-fiction, Cosmos 2000, 1981 ;
- Jacques Goimard et Claude Aziza, Encyclopédie de poche de la science-fiction. Guide de lecture, Presses Pocket, coll. « Science-fiction », no 5237, 1986  (ISBN 978-2266017978) ;
- Denis Guiot, La Science-fiction Tome 1, Massin, coll. « Le monde de… », 1987  (ISBN 978-2866762780) ;
- Lorris Murail, Les Maîtres de la science-fiction, Bordas, coll. « Compacts », 1993  (ISBN 978-2040195854) ;
- Stan Barets, Le science-fictionnaire, Denoël, coll. « Présence du futur », 1994  (ISBN 978-2207305652) ;
- Bibliothèque idéale du webzine Cafard cosmique.

Le meilleur des mondes est classé à la 21e place des 100 meilleurs livres du XXe siècle, palmarès qui a été publié le 15 octobre 1999.

## Adaptations
Ce roman n'a jamais été adapté au cinéma mais il a bénéficié de plusieurs adaptations sur des chaînes de télévision anglophones.

### À la télévision

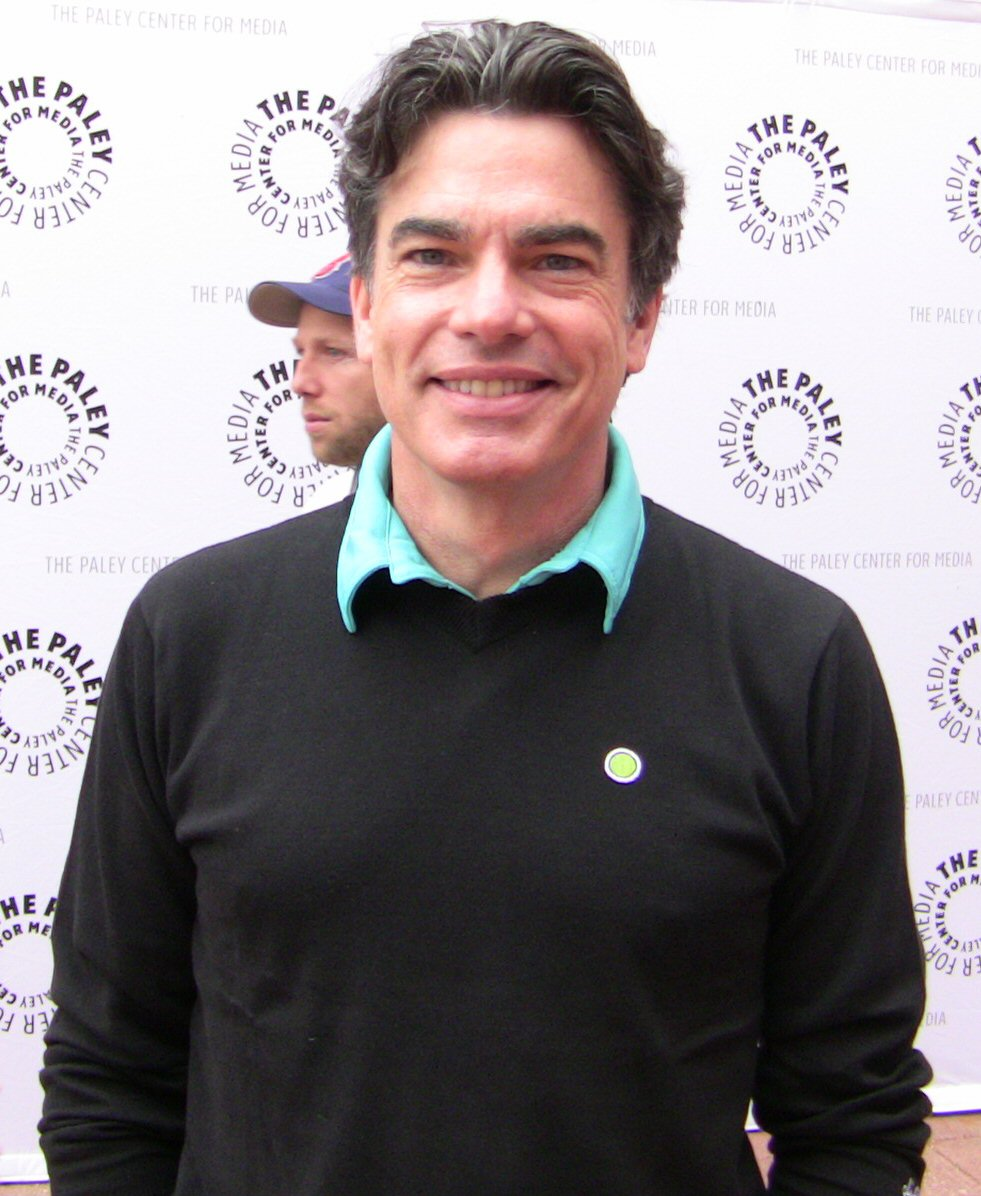
Dans le téléfilm de 1998, Peter Gallagher interprète le rôle de Bernard Marx

- 1980 : Brave New World (en), téléfilm réalisé par Burt Brinckerhoff
- 1998 : Le Meilleur des mondes (en), téléfilm réalisé par Leslie Libman et Larry Williams avec Peter Gallagher.
- 2020 : Brave New World, diffusée sur la plateforme en ligne de NBC, Peacock, en une première saison de 9 épisodes.

En 2008 une autre adaptation, réalisée par Ridley Scott et mettant en vedette Leonardo DiCaprio dans le rôle de Bernard Marx, était en préparation et a été finalement abandonnée (à jour en 2018).
En mai 2015, Syfy et Steven Spielberg souhaitaient préparer une nouvelle adaptation en série.

### Au théâtre
La pièce de théâtre Le meilleur des mondes, mise en scène par Frédéric Blanchette et écrite par l'auteur canadien québécois Guillaume Corbeil, s'inspire très librement de l'œuvre d'Aldous Huxley en s'inspirant de son univers et en abordant des thèmes plus en rapport avec le XXIe siècle. Cette pièce a également été mise en scène par Nancy Bernier.

### En livres audio
Le livre audio est lu par Thibault de Montalembert, aux éditions Audiolib.

## Analyse et citations

### Analyse
Ce livre de science-fiction  se base sur une inversion du mythe de l'utopie ou de l'avenir idéal lié au progrès et à l'évolution intellectuelle et morale de l'humanité. Il s'agit donc d'une contre-utopie, ou dystopie (du grec dys- mauvais), qui présage un sort plus sombre à l'humanité. Le progrès scientifique est bien présent mais c'est l'usage qui en est fait qui différencie ce genre de l'utopie.
Le titre qu'il soit anglais (Brave New World) ou français (Le Meilleur des Mondes) est trompeur pour celui qui ne se limite qu'à cette valeur. Ce titre se présente comme une antiphrase qui intrigue et permet de comprendre celui qui veut découvrir le récit, la forme d'ironie volontaire choisie par l'auteur (Aldous Huxley) comme par le traducteur français (Jules Castier).
Dès le premier chapitre du récit, on découvre le principe de l'eugénisme, voulu par les dirigeants de ce « monde » qui créent, classent et dirigent les membres de la société. Il n'y a pas de famille (les êtres humains sont créés artificiellement), ni de fraternité (chaque être humain reste à sa place) et la seule forme de bonheur est créée par un psychotrope. La productivité y est placée comme un principe sacré puisque la principale référence est un industriel américain, promoteur du travail à la chaîne.
La devise de cette société étant « Communauté, Identité, Stabilité », on comprend que cette société est conservatrice de l'ordre établi, basé sur un communautarisme qui nie toute velléité individualiste, dès lors considérée comme nuisible et présentée comme un retour en arrière à l'instar de ces quelques sauvages, non soumis, qui vivent en bandes à l'extérieur du groupe communautaire universel.
Contrairement au roman d'Orwell dénommé 1984, écrit 18 ans plus tard, le Meilleur des Mondes se présente bien plus en réaction à la prise de pouvoir des machines et des technologies que face à la menace totalitaire même si le parallèle semble facile à faire car la société imaginée par Huxley est, à l'évidence une véritable dérive de type totalitaire, même si tout est fait pour que l'humanité puisse apparaître dans la société la plus épanouie possible, sans vague, sans contrariété, sans dilemme... le « meilleur des mondes possibles ».

### Citations
Quatorze ans après la première édition, Aldous Huxley modifie la préface pour une nouvelle édition datée de 1946, qui contient les phrases :
« « Tout bien considéré, il semble que l'Utopie soit bien plus proche de nous que quiconque aurait pu l'imaginer il y a seulement quinze ans. Je l'ai alors projetée six cents ans plus tard. Aujourd'hui, il semble fort possible que l'horreur nous frappe d'ici un siècle. ». »
La citation « Pour étouffer par avance toute révolte, il ne faut pas s’y prendre de manière violente… » est souvent à tort rattachée à ce livre à la suite d'une référence à Huxley. Cette citation provient en fait d'un exercice de style, la prosopopée, écrit en 2007 par Serge Carfantan.

## Postérité et influences
Réédité en 2013 en France, ce roman d'Aldous Huxley a marqué les décennies qui ont suivi sa première édition. Le journaliste Bruno Juffin publie sur Les Inrocks un article dans lequel il explique la portée de cette influence, indiquant, en outre qu'il est « difficile d'imaginer l’avenir sans plagier Huxley ». Dans cet article, le journaliste évoque également un autre roman, Temps futurs (en anglais Ape and Essence), publié en 1948 et dont le fond est nettement plus apocalyptique et plus sombre que le précédent.
De nombreuses chansons, albums et compositions musicales se sont inspirés de l'ouvrage d'Aldous Huxley, notamment dans leurs titres, tels que Brave New World, un album d'Iron Maiden, sorti en 2000. Il existe également un album du groupe The Rippingtons, au titre identique, sorti en 1997.
Un livre de jeu de rôle Brave New World  publié de 1999 à 2001 par Pinnacle Entertainment, sans rapport direct avec le roman.
L'escort-girl et actrice pornographique britannique Lenina Crowne a choisi son pseudonyme en référence au personnage du roman de Huxley, en raison notamment de sa plastique « pneumatique » et de l'onomastique du personnage proche de ses convictions communistes.